# Mack David
Mack David (5. července 1912 New York, New York – 30. prosince 1993, Rancho Mirage, Kalifornie) byl americký  skladatel a textař známý svou prací ve filmu a televizi. Jeho kariéra trvala od počátku čtyřicátých let do sedmdesátých let. Proslul zejména svou prací na filmech Disney Popelka (anglicky Cinderella) a Alenka v říši divů (anglicky Alice's Adventures in Wonderland).